# 东泰山庙
东泰山庙，位于山西省长治市长治县苏店镇原家庄村，是中华人民共和国山西省文物保护单位之一。
2004年6月10日，授予山西省文物保护单位，是一座古建筑。